# 卡斯希拉姆普尔
卡斯希拉姆普尔（Kashirampur），是印度北阿坎德邦Garhwal县的一个城镇。总人口9033（2001年）。

## 人口
该地2001年总人口9033人，其中男性4632人，女性4401人；0—6岁人口1151人，其中男636人，女515人；识字率76.28%，其中男性为80.81%，女性为71.51%。